# Fiat Panda Hydrogen
La Fiat Panda Hydrogen è un prototipo avanzato di automobile a emissioni zero, realizzato dalla casa torinese, nel 2005, con il sostegno dei Ministeri della Ricerca e dell'Ambiente.
Lo sviluppo avanzato di questo modello avviene all'interno del progetto "Zero Regio", finanziato dalla Commissione europea, in attuazione del "VI Programma Quadro", con lo scopo di promuovere la mobilità a basso impatto ambientale.
La sperimentazione, affidata alle concept car di FIAT e DaimlerChrysler, è attuata nelle due città campione di Francoforte e Mantova; in quest'ultima viene verificata la funzionalità quotidiana della vettura FIAT attraverso i tre prototipi messi a disposizione dell'Amministrazione Comunale.

## La vettura
La Fiat Panda Hydrogen è stata costruita sulla base telaistica della coeva "Panda 4x4" di normale produzione e come tale si presenta esteticamente, mentre le differenze tecniche rispetto al modello di serie sono enormi.
Dal punto di vista tecnico è la naturale erede delle due concept-car "Seicento H2", realizzate nel 2001 e nel 2003.

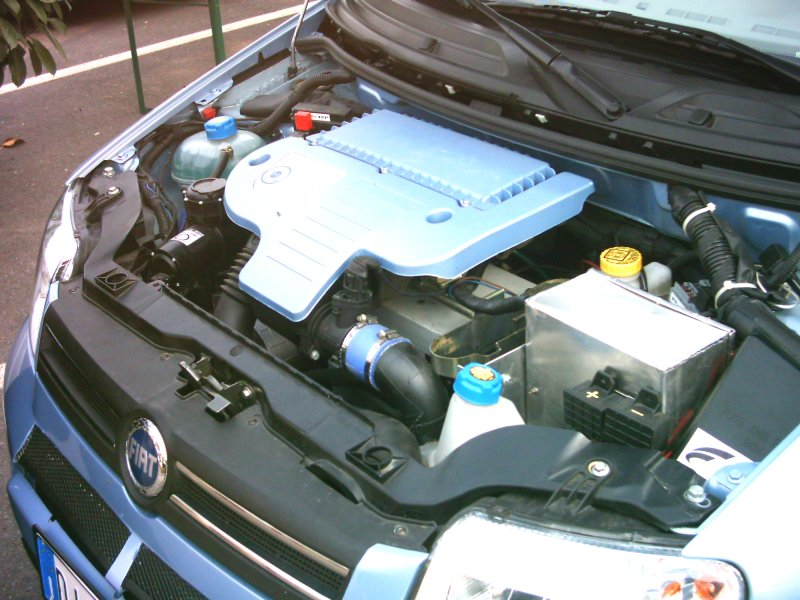
Il propulsore elettrico

Il prototipo è mosso da un motore elettrico alimentato dalla corrente prodotta da celle a combustibile (fuel cell) di tipo "PEM" (acronimo di Proton Exchange Membrane, ovvero membrana a scambio di protoni) ancorate al pianale. In dette fuel cell vengono immessi idrogeno e ossigeno che, combinandosi, generano energia elettrica e producono acqua come prodotto di scarico.
L'idrogeno viene attinto da un serbatoio posto della parte posteriore del veicolo in luogo del normale serbatoio di benzina, mentre l'aria viene insufflata da un compressore, situato nel vano motore, che l'attinge dall'esterno.
L'energia elettrica è inviata all'apparato elettronico di potenza che la trasmette al motore, mentre l'acqua prodotta viene espulsa da un tubo di scarico fuoriuscente all'altezza del pianale.
I tre prototipi "Panda Hydrogen", regolarmente omologati per la circolazione, sono stati acquistati dalla Regione Lombardia con un costo per esemplare di circa 400 000 Euro, dei quali 250 000 occorrenti per la costruzione delle sole celle PEM.

## La guida

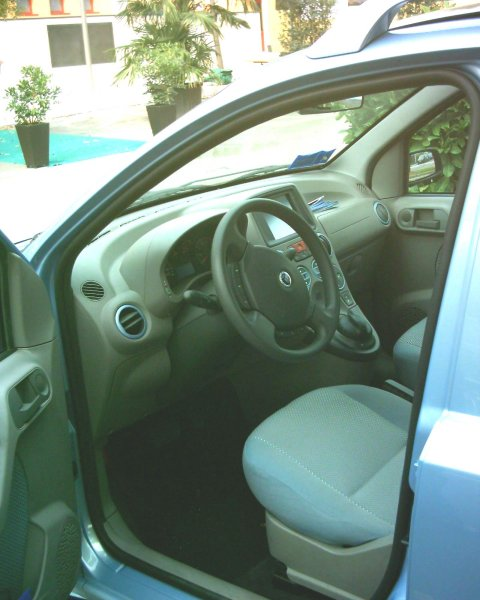
Il posto guida

Dopo aver inserito il contatto occorre attendere il settaggio del sistema e, in particolare, la messa a regime automatica del compressore d'aria, segnalata da un leggero ronzio. L'operazione dura circa 10 secondi.
Per avviare la marcia, occorre ruotare la manopola circolare che sostituisce la leva del cambio nella posizione "D" (drive).
Il moto è simile alle normali automobili elettriche, fatta eccezione per un leggero ritardo di risposta in accelerazione, probabilmente dovuto al tempo di produzione dell'energia da parte delle celle.
La marcia è fluida e silenziosa: il leggero fruscio viene coperto da un ritorno acustico del rotolamento sull'asfalto degli pneumatici, causato dalla scarsa insonorizzazione del fondo vettura, dovuta all'installazione ancora artigianale delle celle PEM.
La collocazione delle celle produce un rialzamento del pavimento interno (circa 7 cm) che riduce sensibilmente l'abitabilità interna verticale e l'altezza minima del corpo vettura dal suolo.

## Dispositivi di sicurezza

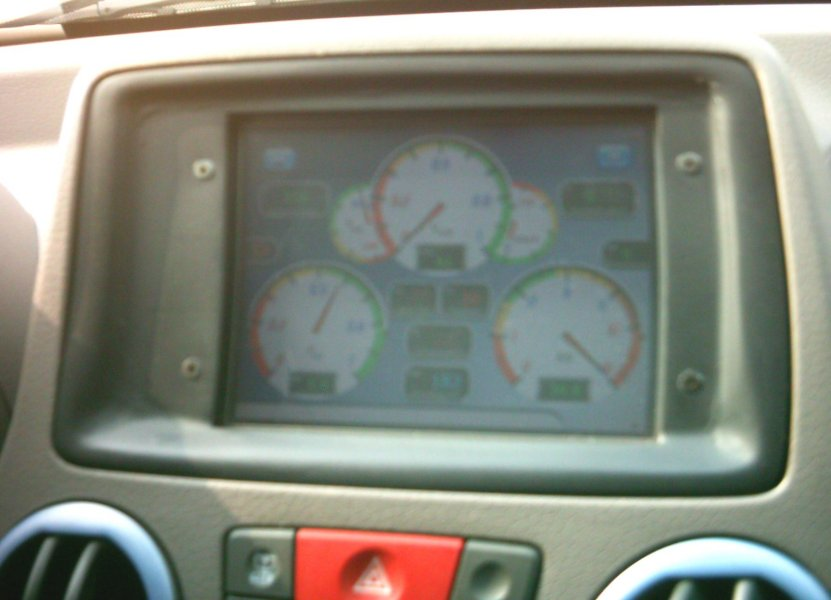
Strumentazione suppletiva

Oltre alla normale strumentazione, la vettura è dotata di uno schermo tattile sul quale il sistema informatico della vettura fornisce i principali parametri di funzionamento come la pressione dell'idrogeno nel serbatoio, le temperature di esercizio, la potenza elettrica erogata e il funzionamento di ciascuna delle 384 celle PEM.
Sono anche installati un sensore di concentrazione di idrogeno del tipo "power knowz", posto nella parte posteriore dell'abitacolo, ed una sorta di "scatola nera" che registra i dati di funzionamento, periodicamente scaricati e valutati dai tecnici.
Il serbatoio cilindrico è costruito in materiale composito termoplastico e fibra di carbonio, collaudato per pressioni superiori a 900 bar, ovvero quasi tre volte la pressione massima d'esercizio prevista di 350 bar.
Sia il serbatoio che il circuito di distribuzione dell'idrogeno sono dotati di varie valvole di sicurezza.

## Prestazioni
La vettura è in grado di raggiungere una velocità massima di 150 km/h che, sui prototipi, viene prudenzialmente autolimitata a 130 km/h.
Il consumo di idrogeno calcolato dai tecnici Fiat è di circa 10-11 g/km, ma dalle prime esperienze su percorso stradale sembra che la vettura esprima un consumo inferiore, pari a circa 8-9 g/km. L'autonomia prevista dalla casa è di circa 200 km.

## Dati tecnici
| Motore                  | elettrico a corrente alternata a induzione                                 |
| Potenza max             | 30 kW nominale (41 CV) 50 kW massima (68 CV)                               |
| Coppia max              | 125 N m (stimato) - 12,74 mkg DIN                                          |
| Cambio                  | Variatore                                                                  |
| Scocca                  | Metallica autoportante                                                     |
| Sospensioni ant.        | Ruote indipendenti tipo McPherson con ammortizzatori idraulici telescopici |
| Sospensioni post.       | Ad assale torcente con ammortizzatori idraulici telescopici                |
| Impianto frenante       | a disco sulle ruote anteriori e a tamburo su quelle posteriori             |
| Pneumatici              | 185/65-14                                                                  |
| Lunghezza               | 3 570 mm                                                                   |
| Larghezza               | 1 600 mm                                                                   |
| Altezza                 | 1 630 mm                                                                   |
| Passo                   | 2 300 mm                                                                   |
| Posti                   | 4                                                                          |
| Peso vettura            | 1 400 kg                                                                   |
| Serbatoio               | 110 litri pari a 2,4 kg di idrogeno a 350 bar                              |
| Pendenza max superabile | 23 %                                                                       |
| Accelerazione           | 5,0 secondi da 0 a 50 km/h                                                 |
| Velocità massima        | 130 km/h                                                                   |
| Consumo medio           | 10 g di idrogeno per ogni km                                               |